# 씨앤지하이테크
씨앤지하이테크(C&G HI TECH Co. Ltd.)는 대한민국의 반도체 디스플레이 기업이다. 본사는 경기도 안성시 원곡면 승량길 162에 위치해 있으며 대표이사는 홍사문이다. 

## 사업
안성시 원곡면에 새로운 공장을 건립하여 방열기판 및 저유전율 FCCL 연구개발과 생산을 본격화하고 독자적인 공정기술을 강화하고 있다

## 재무
2021년 발행한 전환사채에 대해 72억원 규모의 전환권이 행사되었으며, 주가는 큰 변동 없이 유지되었으나 128억원 규모의 미상환 전환사채로 인해 오버행 우려가 제기되고 있다.

## 상장
2018년 1월 25일에 공모가 16,000원에 코스닥 시장에 상장하였다. 

## 같이 보기
- KC코트렐

## 참고 문헌
1. ↑  씨앤지하이테크 KC코트렐, 탄소 포집활용저장기술 육성정책의 수혜, 비즈니스포스트, 2021년 4월 13일
2. ↑  씨앤지하이테크, 6G 적용 초연결시대 실현소재 개발...신규사업 연구개발 위한 전용 공장 신축, 서울경제, 2023.09.27
3. ↑  씨앤지하이테크 첫 CB 전환권 행사…오버행 주목, 딜사이트, 2023.08.03